# سیارک ۴۹۷۶
سیارک ۴۹۷۶ (به انگلیسی: 4976 Choukyongchol، نامگذاری:1991PM) چهار هزار و نهصد و هفتاد و ششمین سیارک کشف شده‌است که در ۹ اوت ۱۹۹۱ کشف شد.